# Руффини, Сильвия
Сильвия Руффини (итал. Silvia Ruffini; 1475 — 6 декабря 1561, Рим) — итальянская дворянка, любовница кардинала Алессандро Фарнезе (римский папа Павел III с 1534 года) и мать его четверых детей.

## Биография
Сильвия была дочерью Руфино Руффини и Джулии (её происхождение неизвестно), семья жила в палаццо в районе Колонна. У Сильвии было четыре брата: Джакомо, Джироламо, Асканио и Марио, а также две сестры — Камилла и Ипполита.
Примерно в 1496 году она вышла замуж за римского торговца Джованни Баттисту Криспо, от которого она родила троих сыновей: Саллюстио, Вирджилио и Тиберио, ставшего впоследствии кардиналом. Супруг Сильвии умер в 1501 году. Возможно, к этому времени у неё уже сложились романтические отношения с кардиналом Фарнезе.
Сильвия Руффини была представлена Алессандро Фарнезе его сестрой Джулией (любовницей римского папы Александра VI), и кардинал предложил себя в качестве её спутника в Риме. Констанца, их старшая дочь, вероятно, появилась на свет уже в 1500 году. У Сильвии также было ещё трое детей от кардинала, некоторые из которых могли родиться ещё при жизни её мужа. Детей звали Пьер Луиджи, Паоло и Рануччо.
Когда Алессандро был возведён в сан епископа Пармы, генеральный викарий католической церкви Бартоломео Гвидичони потребовал от него прекратить отношения с Руффини. Будучи уже папой, Павел III держал личность Сильвии в тайне, опасаясь негативного эффекта от огласки, от которой в похожем случае пострадала его сестра Джулия. Из записей Бальдассарре Молоссо, поэта и опекуна детей Сильвии и Алессандро, можно сделать предположение, что Павел III держал её в Больсене, селении, принадлежавшей её сыну, и где у Павла III была вилла. Это место было также близко расположено к владениям Камиллы, сестры Сильвии. 

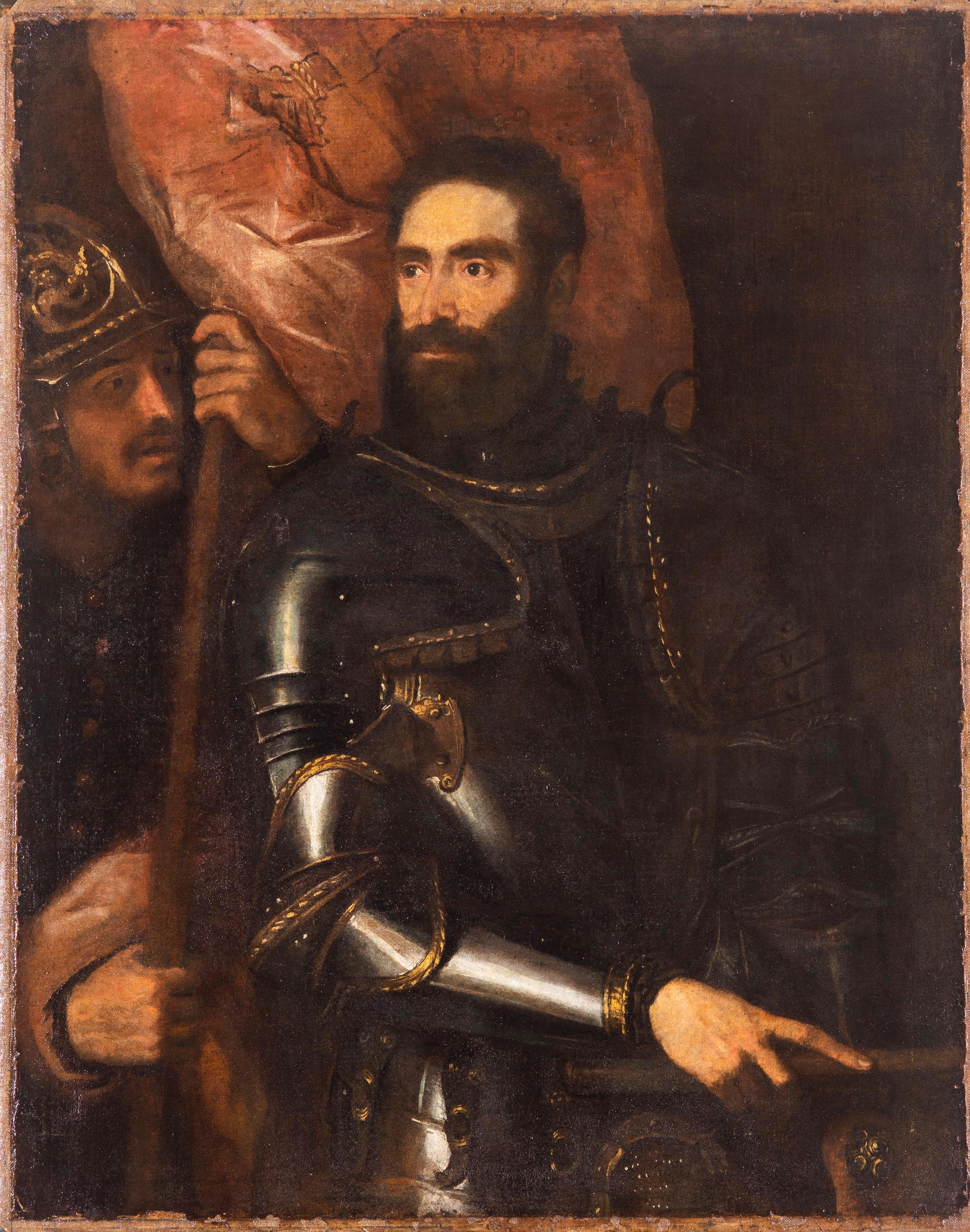
Пьер Луиджи Фарнезе в изображении Тициана

Сильвия Руффини умерла во вторник, 5 декабря 1561 года, в Риме в возрасте около 86 лет и была похоронена в фамильном склепе.

## Дети
У Сильвии было трое детей от Джованни Баттисты Криспо:
- Тиберио Криспо[англ.], впоследствии ставший кардиналом;
- Саллюстио Криспо;
- Вирджилио Криспо.

У неё было четверо детей от Алессандро Фарнезе (впоследствии папы Павла III):
- Костанца Фарнезе (1500—1545), вышедшая замуж за Бозио II Сфорца из Санта-Фьоры, 9-го графа Санта-Фьоры;
- Пьер Луиджи Фарнезе (1503—1547), герцог Пармский;
- Паоло Фарнезе (1504—1512);
- Рануччо[англ.] (1509—1529).

## В культуре
Роль Сильвии в сериале «Борджиа» исполнила Лаура Федорович.
Историк Патриция Розини считает, что Сильвия послужила моделью для двух портретов: одного в Аллегории Крещения во дворце Ронданини и второго, украшающего Зал Персея в замке Святого Ангела.